# Sångsmygar
För fågelfamiljen Rhinocryptidae, se tapakuler.
Sångsmygar (Gerygone) är ett fågelsläkte i familjen taggnäbbar inom ordningen tättingar.  Arterna i släktet förekommer huvudsakligen i Australien och på Nya Guinea, men även på Nya Zeeland och i Små Sundaöarna. En art, orientsångsmyg, är vida spridd ända till Filippinerna och Malackahalvön och är därmed familjens enda representant som korsar Wallacelinjen. Släktet omfattar 20 arter, varav en är utdöd i modern tid:
- Gulbröstad sångsmyg (G. chrysogaster)
- Brun sångsmyg (G. mouki)
- Grönryggig sångsmyg (G. chloronota)
- Fesångsmyg (G. palpebrosa)
- Långnäbbad sångsmyg (G. magnirostris)
- Biaksångsmyg (G. hypoxantha)
- Timorsångsmyg (G. inornata)
- Rostsidig sångsmyg (G. dorsalis)
- Vitstrupig sångsmyg (G. olivacea)
- Sundasångsmyg (G. sulphurea)
- Vitögd sångsmyg (G. tenebrosa)
- Solfjäderssångsmyg (G. flavolateralis)
- Rennellsångsmyg (G. citrina)
- Mangrovesångsmyg (G. levigaster)
- Vitstjärtad sångsmyg (G. fusca)
- Brunbröstad sångsmyg (G. ruficollis)
- Lordhowesångsmyg (G. insularis) – utdöd
- Norfolksångsmyg (G. modesta)
- Grå sångsmyg (G. igata)
- Chathamsångsmyg (G. albofrontata)

Grå taggnäbb (Acanthiza cinerea) fördes tidigare till släktet, men genetiska studier visar att den hör till de egentliga taggnäbbarna i släktet Acanthiza, därav det svenska trivialnamnet.